# Antihipertensiu
Un hipotensor o antihipertensiu és el nom genèric dels agents que provoquen una disminució de la pressió arterial. Són emprats en la hipertensió arterial.

## Agents disponibles
Classificats, aproximadament, per ordre decreixent d'ús.
- Diürètics.
- Inhibidors de l'enzim conversiu de l'angiotensina (IECA)
- Blocadors d'adrenoreceptors beta.
- Blocadors dels canals de calci.
- Antagonistes dels receptors d'angiotensina II (ARA-II).
- Blocadors d'adrenoreceptors alfa.
- Blocadors d'adrenoreceptors alfa i beta.
- Adrenèrgics d'acció central.
- Inhibidors selectius de la renina.
- Vasodilatadors.

## Plantes amb activitat antihipertensiva
- Rauvòlfia (Rauwolfia serpentina), que conté reserpina (un adrenèrgic d'acció central).
- All
- Olivera
- Petasita
- Viscum album